# 스위스 올림픽 협회
스위스 올림픽 협회(독일어: Schweizerischer Olympischer Verband, 프랑스어: Association Olympique Suisse, 이탈리아어: Associazione Olimpica Svizzera, 로만슈어: Assiociaziun Olimpica Svizra)는 스위스의 국가 올림픽 위원회이다. IOC 코드는 SUI이다. 본부는 베른에 있으며 유럽 올림픽 위원회에 소속되어 있다.
1912년에 설립되었으며 같은 해에 국제 올림픽 위원회의 승인을 받았다. 20,000개에 달하는 스포츠 클럽과 1,600,000명에 달하는 회원, 86개 국가 스포츠 종목 연맹이 소속되어 있으며 스위스의 스포츠 발전을 담당한다. 또한 올림픽, 유러피언 게임을 비롯한 국제 스포츠 대회에 참가하는 스위스의 선수들을 대표한다.

## 같이 보기
- 올림픽 스위스 선수단